# Conductimètre

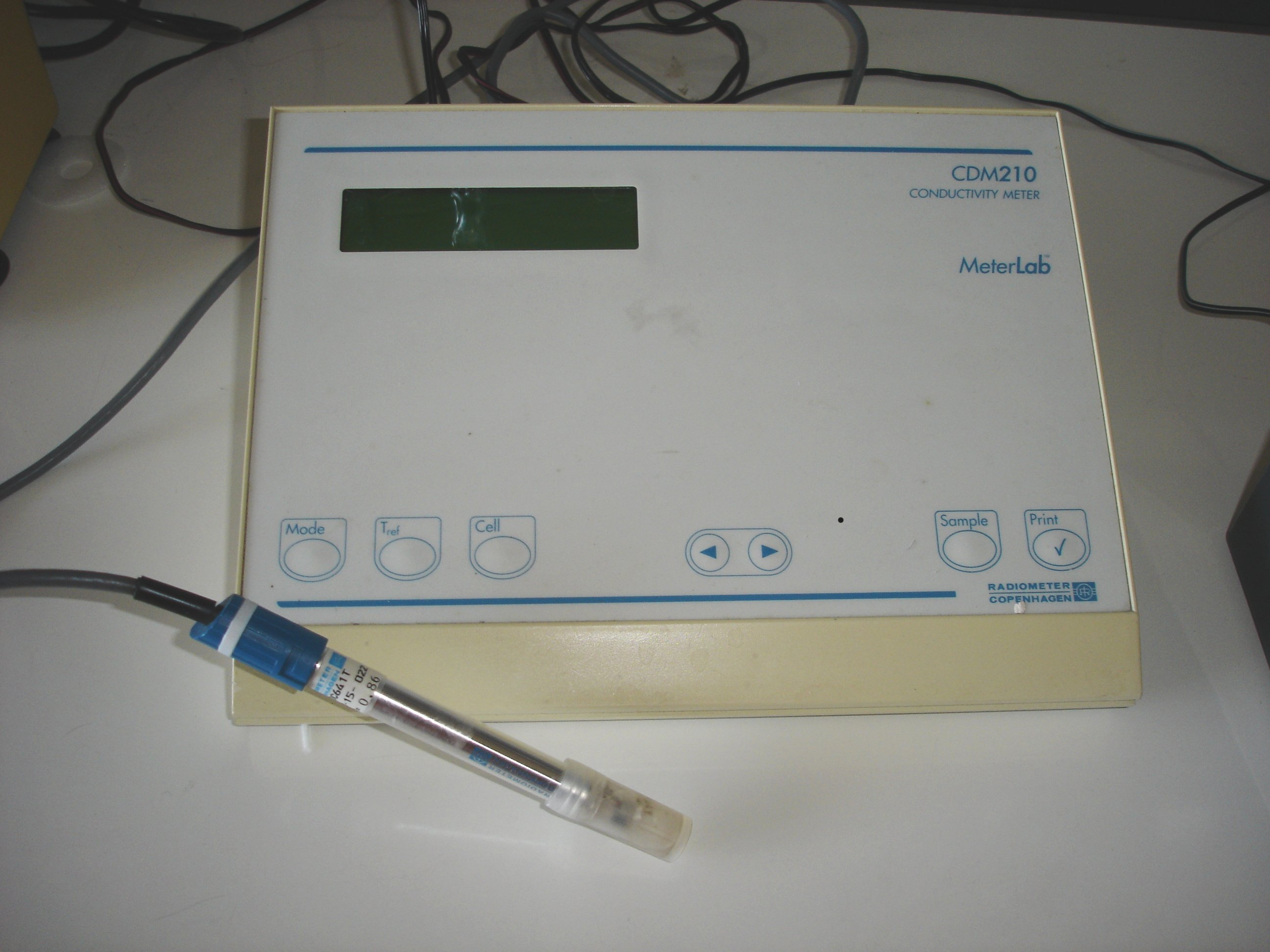
Un conductimètre électrique.

Un conductimètre, ou conductivimètre  (en anglais electrical conductivity meter ou EC meter), est un appareil permettant de mesurer une propriété de conductivité.
Un conductimètre électrique mesure la conductivité électrique  d'une solution. Il a de multiples applications dans la recherche et l'ingénierie, avec une utilisation courante dans l'hydroponie, l'aquaculture, l'aquaponie et les systèmes d'eau douce pour surveiller la quantité de nutriments, de sels ou d'impuretés dans l'eau. La mesure de conductivité électrique peut aussi permettre de mesurer de l'humidité d'un matériau (plâtre, bois, cuir, etc.) ou de végétaux (meule de foin, grains, houblon, etc.). L'appareil spécifique est alors appelé hygromètre.
Il existe des conductivimètres spécifiques à certaines applications :
- mesure de la conductivité électrique d'une solution. Cet appareil est composé d'un générateur basse fréquence (courant alternatif), d'un ampèremètre et d'un voltmètre.  Cette technique a été développée par Friedrich Kohlrausch en 1874 (Loi de Kohlrausch)

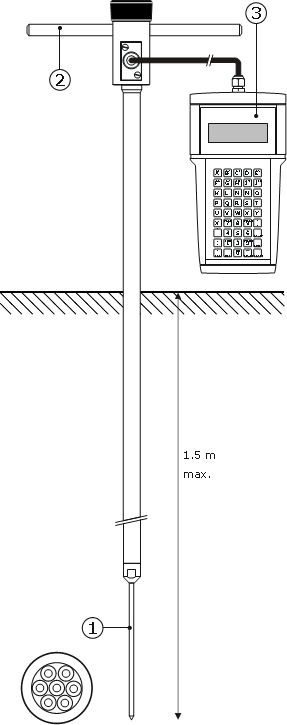
Système de mesure de conductivité thermique dans les sols

- mesure de la conductivité thermique.

## Principe
Les conductimètres de laboratoire courants utilisent une méthode potentiométrique (en)  et quatre électrodes. Souvent, les électrodes sont cylindriques et disposées concentriquement[réf. nécessaire]. Les électrodes sont généralement en platine. Un courant alternatif est appliqué à la paire externe des électrodes. Le potentiel entre la paire intérieure est mesuré[réf. nécessaire] . La conductivité pourrait en principe être déterminée en utilisant la distance entre les électrodes et leur surface en utilisant la loi d'Ohm mais généralement, pour la précision, un étalonnage est utilisé en utilisant des électrolytes de conductivité bien connue.
Les sondes de conductivité industrielles utilisent souvent une méthode inductive, qui présente l'avantage que le fluide ne mouille pas les parties électriques du capteur. Ici, deux bobines à couplage inductif sont utilisées. L'un est la bobine d'entraînement produisant un champ magnétique et elle est alimentée avec une tension connue avec précision. L'autre forme une bobine secondaire d'un transformateur. Le liquide traversant un canal du capteur forme un tour dans l'enroulement secondaire du transformateur. Le courant induit est la sortie du capteur.
Une autre manière consiste à utiliser des capteurs de conductivité à quatre électrodes fabriqués à partir de matériaux résistants à la corrosion. Un avantage des capteurs de conductivité à quatre électrodes par rapport aux capteurs inductifs est la compensation d'échelle[pas clair] et la capacité de mesurer des conductivités faibles (inférieures à 100 μS / cm) (une caractéristique particulièrement importante lors de la mesure d'acide fluorhydrique proche de 100%).

## Dépendance à la température
La conductivité d'une solution dépend fortement de la température, il est donc important soit d'utiliser un instrument à compensation de température, soit d'étalonner l'instrument à la même température que la solution mesurée. Contrairement aux métaux, la conductivité des électrolytes courants augmente généralement avec l'augmentation de la température.
Sur une plage de température limitée, la façon dont la température affecte la conductivité d'une solution peut être modélisée linéairement à l'aide de la formule suivante:
{\displaystyle \sigma _{T}={\sigma _{T_{cal}}[1+\alpha (T-T_{cal})]}}
où
T est la température de l'échantillon,
T cal est la température d'étalonnage,
σ T est la conductivité électrique à la température T ,
σ T cal est la conductivité électrique à la température d'étalonnage T cal ,
α est le gradient de compensation de température de la solution.
Le gradient de compensation de température pour la plupart des échantillons d'eau naturels est d'environ 2%/°C; cependant elle peut varier entre 1 et 3%/C°. Les gradients de compensation pour certaines solutions d'eau courantes sont répertoriés dans le tableau ci-dessous.
| Solution aqueuse à 25 °C | Concentration (pourcentage massique) | α (%/°C) |
| ------------------------ | ------------------------------------ | -------- |
| HCl                      | 10                                   | 1,56     |
| KCl                      | 10                                   | 1,88     |
| H2SO4                    | 50                                   | 1,93     |
| NaCl                     | 10                                   | 2,14     |
| HF                       | 1,5                                  | 7,20     |
| HNO3                     | 31                                   | 31       |

## Applications de mesure de conductivité
La mesure de conductivité est un outil polyvalent de contrôle de processus. La mesure est simple et rapide, et la plupart des capteurs avancés ne nécessitent qu'un peu d'entretien. La lecture de la conductivité mesurée peut être utilisée pour faire diverses hypothèses sur ce qui se passe dans le processus. Dans certains cas, il est possible de développer un modèle pour calculer la concentration du liquide.
La concentration de liquides purs peut être calculée lorsque la conductivité et la température sont mesurées. Les courbes préréglées pour divers acides et bases sont disponibles dans le commerce. Par exemple, on peut mesurer la concentration d'acide fluorhydrique de haute pureté en utilisant une mesure de concentration basée sur la conductivité [Zhejiang Quhua Fluorchemical, China Valmet Concentration 3300]. Un avantage de la mesure de concentration basée sur la conductivité et la température est la vitesse supérieure de mesure inline par rapport à un analyseur on-line.
La mesure de la concentration basée sur la conductivité présente des limites. La dépendance concentration-conductivité de la plupart des acides et bases n'est pas linéaire. La mesure basée sur la conductivité ne peut pas déterminer de quel côté du pic se trouve la mesure, et par conséquent, la mesure n'est possible que sur une section linéaire de la courbe[réf. nécessaire]. Les usines de pâte kraft utilisent une mesure de concentration basée sur la conductivité pour contrôler les ajouts d'alcali à diverses étapes de la cuisson. Une mesure de la conductivité ne permettra pas déterminer la quantité spécifique de composants alcalins, mais il est une bonne indication de la quantité d'effet alcalin (NaOH +  Na 2 S comme NaOH ou Na 2 O) ou d'un alcali actif (NaOH + Na 2 S comme NaOH ou Na 2 O) dans la liqueur de cuisson. La composition de la liqueur varie selon les différentes étapes de la cuisson. Par conséquent, il est nécessaire de développer une courbe spécifique pour chaque point de mesure ou d'utiliser des produits disponibles dans le commerce.
La pression et la température élevées du processus de cuisson, combinées à une concentration élevée de composants alcalins, exercent une forte pression sur les capteurs de conductivité installés dans le processus. La mise à l'échelle sur les électrodes doit être prise en compte, sinon la mesure de conductivité dérive, nécessitant un étalonnage et une maintenance accrus.